# 五十嵐律人
五十嵐 律人（いがらし りつと、1990年 - ）は、日本の小説家、弁護士。第一東京弁護士会所属。本名は五十嵐 優貴（いがらし ゆうき）。ベリーベスト法律事務所所属。東北大学法科大学院修了。岩手県盛岡市出身。

## 経歴
中学生の頃に「特別な人になりたい」と思っていだが、スポーツや絵を描くことも苦手で安易に思った小説も上手く執筆できなく、「勉強を頑張るしかない」と覚悟を決めた。
岩手県立盛岡北高等学校卒業後、東北大学法学部に入学。大学で法律の面白さに目覚め、同時に「中学高校であまり学べない法律の魅力が伝わる小説を書こう」と思い立ち、再び小説の執筆を始めミステリー系の賞への応募を重ねる。同大学の法科大学院を修了後に司法試験に合格したが、法曹とはならず裁判所事務官や裁判所書記官として勤務する。そこで出会った法律上のトラブルに遭遇した人に寄り添いたいと思うようになり、弁護士への転身を決意する。司法修習生の間にも執筆を継続し、2020年に『法廷遊戯』が第62回メフィスト賞を受賞しデビュー。
弁護士となってからはベリーベスト法律事務所に所属している。

## 作風

### 法律
法律の魅力を伝えるため、作品は法律を主題としている。デビュー作『法廷遊戯』は法科大学院を舞台に学生らの模擬裁判を描いた「法廷もの」、『不可逆少年』は少年法を扱った青春小説である。『原因において自由な物語』は前述2作の要素を盛り込んでいる。
小説はペンネーム、法律監修では本名を使用している。
司法試験の結果発表を待つ間には森博嗣の『すべてがFになる』を読んでいたという。
弁護士としてはインターネットのトラブルに関する業務を担当している。

### 執筆
小説を執筆する際は、プロットを立てずに答えが見つかるまでひたすら考えながらアイディアを出している。本人曰く「プロットを作ってしまうと、どうしても自分で解きやすい謎を考えてしまい、作品の驚きが薄れてしまう」と公言し、推理小説の謎解きを考える際は、読者にも見抜かれやすいということから「最初に思いついた答えは使わない」というルールを決めている。
法律に関するエッセイも執筆している。

## ミステリ・ランキング
- 週刊文春ミステリーベスト10
  - 2020年 - 『法廷遊戯』4位

- このミステリーがすごい!
  - 2021年 - 『法廷遊戯』3位
  - 2023年 - 『幻告』35位
  - 2024年 - 『魔女の原罪』19位

- 本格ミステリ・ベスト10
  - 2021年 - 『法廷遊戯』9位
  - 2024年 - 『魔女の原罪』22位

- ミステリが読みたい!
  - 2021年 - 『法廷遊戯』3位

- MRC大賞
  - 2022年 - 『幻告』5位

## 作品リスト

### 単著

#### 「無法律」シリーズ
- 六法推理（2022年4月25日、KADOKAWA / 2024年3月22日、角川文庫）
  - 収録作品：六法推理（『小説 野性時代』第214号 2021年9月号掲載） / 幕間――法曹一家 / 情報刺青 / 幕間――誰彼味方 / 安楽椅子弁護 / 幕間――秋霜激烈 / 親子不知 / 幕間――陽炎天秤 / 卒業事変
- 密室法典（2024年4月24日、KADOKAWA）
  - 収録作品：プロローグ / 密室法典（『小説 野性時代』第231号 2023年2月号掲載） / 今際言伝（『小説 野性時代』第236号 2023年7月号掲載） / 閉鎖官庁（『小説 野性時代』第240号 2023年11月号掲載） / 毒入生誕祭 / エピローグ

#### その他
- 法廷遊戯（2020年7月15日、講談社 / 2023年4月14日、講談社文庫）
- 不可逆少年（2021年1月27日、講談社 / 2023年10月13日、講談社文庫）
- 原因において自由な物語（2021年7月15日、講談社 / 2024年6月14日、講談社文庫）
- 幻告（2022年7月27日、講談社 / 2025年1月15日、講談社文庫）
  - 『メフィスト』 2021 AUTUMN VOL.1 - 2022 SPRING VOL.3 掲載。
- 魔女の原罪（2023年4月25日、文藝春秋）
- 真夜中法律事務所（2023年11月15日、講談社）
  - 『小説現代』 2023年11月号に全編掲載された作品を改稿。
- 嘘か真言か（2024年8月26日、文藝春秋）
  - 収録作品：嘘か真言か（『オール讀物』2022年7月号掲載） / 喰うか騙るか（『オール讀物』2022年11月号掲載） / 一か罰か（『オール讀物』2023年3・4月合併号掲載） / 夢か現実か（『オール讀物』2023年11月号掲載） / 幸か不幸か（『オール讀物』2024年5月号掲載）

### アンソロジー
「」内が五十嵐律人の作品
- Day to Day（2021年3月25日、講談社）「ステイ・フレンズ」
- 嘘をついたのは、初めてだった（2023年11月15日、講談社）「偽証の誓約」
- Jミステリー2024 SPRING（2024年4月、光文社文庫）「千鳥の契り」
- これが最後の仕事になる（2024年8月、講談社）「二重螺旋の虚夢」
- だから捨ててと言ったのに（2025年1月、講談社）「累犯家族」
- 新しい法律ができた（2025年5月、講談社）「革命夜話」

### 単著未収録作品
- ステイ・フレンズ（tree 連載企画『Day to Day』2020年7月17日）

### 実用書
- 現役弁護士作家がネコと解説 にゃんこ刑法（2023年11月10日、講談社）

### 対談
- 新世代ミステリ作家探訪 旋風編（2023年11月22日、光文社）

## メディア・ミックス

### 漫画
- 法廷遊戯（漫画：束ユムコ、全4巻 2022年11月 - 2024年8月 イブニングKC）

### 映画
- 法廷遊戯（2023年11月10日公開、監督：深川栄洋、主演：永瀬廉）[9]

## 法律監修
- テレビドラマ
  - 星降る夜に（2023年、テレビ朝日） - 本名でクレジット
- 映画
  - 法廷遊戯（2023年）[4]